# Římskokatolická farnost Mariánské Radčice
Římskokatolická farnost Mariánské Radčice (něm. Maria Ratschitz) je církevní správní jednotka sdružující římské katolíky na území obce Mariánské Radčice a v jejím okolí. Organizačně spadá do teplického vikariátu, který je jedním z 10 vikariátů litoměřické diecéze.

## Historie farnosti
Roku 1384 je v Mariánských Radčicích uváděna plebanie, která byla inkorporována oseckému klášteru. V roce 1626 se po letech vyhnání vrátili do Oseka cisterciáci, a vedle vlastního kláštera obnovili též poutní místo v Radčicích. Kostel v současné podobě byl vystavěn v letech 1698–1718. Poutě ustaly po roce 1945. Cisterciáčtí kněží jsou zde doloženi i po roce 1948. Poslední cisterciácký kněz, spravující tuto farnost, zemřel v roce 1975.
Podrobnější informace o poutním kostele viz článek Kostel Panny Marie Bolestné (Mariánské Radčice).
Areál poutního místa v následujících letech chátral. Rekonstrukce začala až v 90. letech 20. století iniciativou oseckého opata Jindřicha Bernharda Thebese. Začátkem 21. století byl zde opět ustanoven sídelní duchovní správce. Areál poutního místa je dodnes postupně rekonstruován.
Součástí farnosti byl také do 1. ledna 2013 filiální kostel kostel Nejsvětějšího Srdce Páně v Lomu. Do farnosti patřil i kostel sv. Michaela v Libkovicích, zbořený v roce 2002.

### Duchovní správcové vedoucí farnost

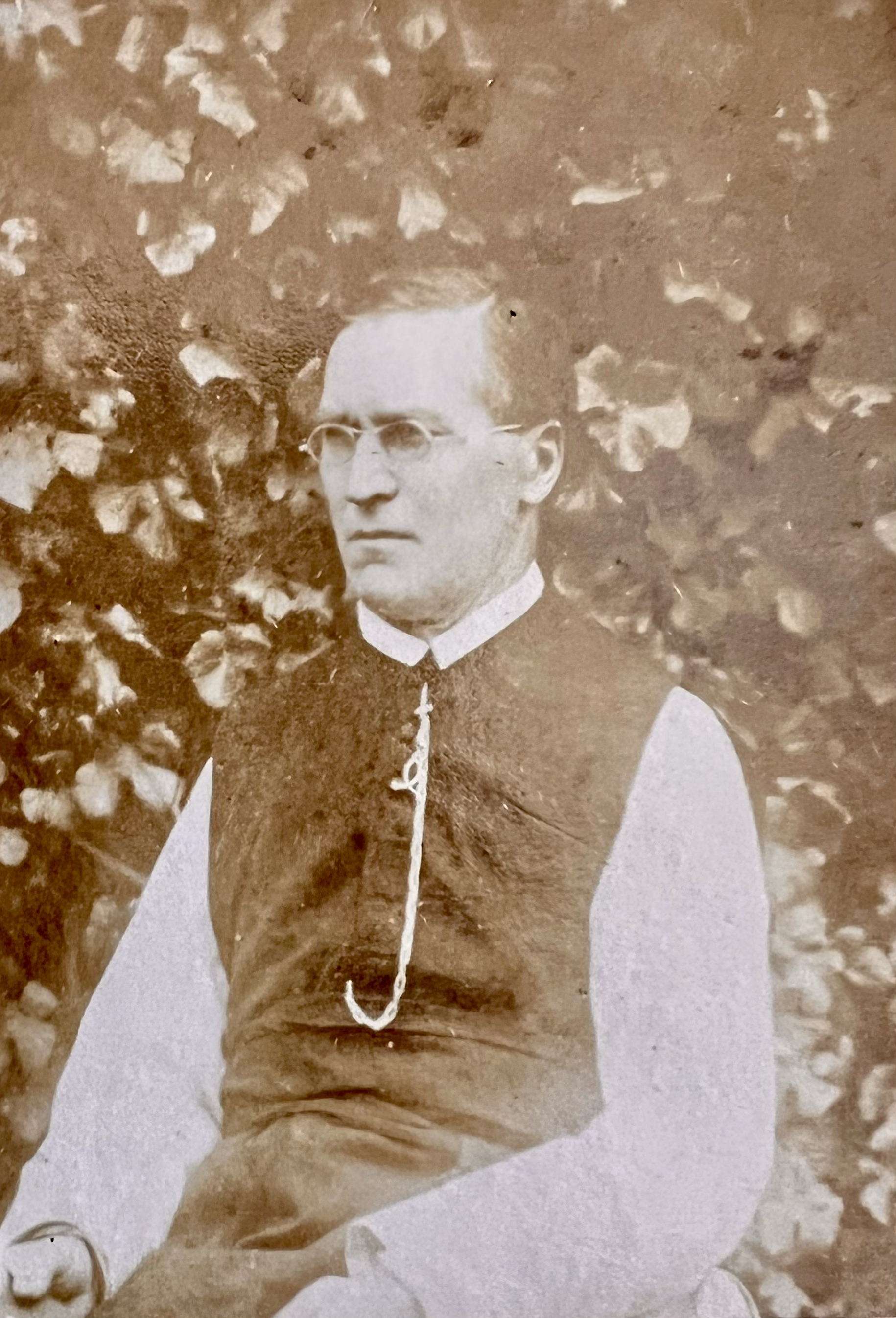
Farář P. Jan Nepomuck Josef Müller, O. Cist. v r. 1905

Začátek působnosti jmenovaného v duchovní správě farnosti od:
- Augustinus Sartorius O. Cist., n. 1663 Klostergrab, † 1. 11. 1723
- 1765   Desiderius Funiek O. Cist.
- 1774   Bonifatius Neubner O. Cist.
- 1784   Albericus Baader O. Cist., † 4. 5. 1788
- 1788   Dom. Zacharias Hertzog O. Cist.
- 1800   Marian. Nuck O. Cist.
- 1803   Jos. Steidl  O. Cist.
- 1821   Eugen. Effenberger O. Cist., n. 22. 1. 1756 Lusat Königshain., o. 23. 5. 1787, † 1. 7. 1836
- 1836   Ign. Gregor. Müller O. Cist., n. 5. 12. 1779 Trubschicens., o. 8. 9. 1805, † 30. 4. 1849
- 1849   Bern. Vogler O. Cist., n. 6. 7. 1792 Michanicens., o. 28. 9. 1815, † 8. 6. 1863
- 1863   Jos. Dressler, O. Cist. n. 13. 12. 1808 Kommotau, o. 3. 8. 1833, † 25. 8. 1878
- 1865   Joann. Fischer O. Cist., n. 23. 2. 1804 Cupro- Mont., o. 2. 9. 1829
- 1866   Joann. Jos. Dressler O. Cist., n. 13. 12. 1808 Kommotau, o. 3. 8. 1833, † 25. 8. 1878
- 1872   Emmeran. Jos. Gamperle O. Cist., n. 30. 5. 1815 Michanitz, o. 20. 8. 1840, † 20. 1. 1878
- 1879   Thomas Jos. Seckl O. Cist., n. 2. 1. 1827 Landeck, o. 25. 7. 1850, † 1. 1. 1885
- 1884   Engelb. Jos. Richter O. Cist., n. 15. 8. 1841 Lukavec., o. 29. 6. 1866, † 12. 4. 1915
- 1887   Innocent. Petr. Jawork O. Cist., n. 17. 5. 1836 Miltitz, o. 31. 7. 1860, † 2. 7. 1897
- 1888   Vincent. Vielkind O. Cist., n. 4. 12. 1842 Kaaden, o. 18. 10. 1866,
- 1889   Iulius Schröter O. Cist., n. 17. 1. 1846 Kutteslawitz, o. 25. 7. 1871, † 12. 6. 1910
- 1900   Joann. Nepomuc. Jos. Müller O. Cist, n. 27. 3. 1841 Hielgersdorf, o. 29. 6. 1866, † 13. 11. 1925
- 1921   Odilo Engelb. Klameth O. Cist, n. 20. 2. 1876 Krumwasser, o. 15. 7. 1900, † 11. 7. 1937
- 1. 10. 1937  Nivard František Krákora O. Cist, n. 15. 7. 1909 Jirkov, o. 1. 7. 1927, † 25. 3. 1975
- 3. 10. 1953  Karel Qualizza
- 1. 4.  1961  Nivard František Krákora O. Cist.
- 1. 8.  1971  Bohuslav Macek OP, admin. exc. z Jeníkova
- 1. 8.  1991  Milan Matfiak
- 1. 6.  1996  Bernhard Thebes O. Cist.
- 1. 9.  2003  Michael-Philipp Irmer, do 30. 9. 2015 admin., poté admin. exc. z Bohosudova
  - 21. 5. 2018 Christopher Cantzen, jáhenská služba, od 4. 7. 2021 farní vikář[2]

Kromě kněží stojících v čele farnosti, působili ve farnosti v průběhu její historie i jiní kněží. Většinou pracovali jako farní vikáři, kaplani, katecheté, výpomocní duchovní aj.

### Kněží rodáci

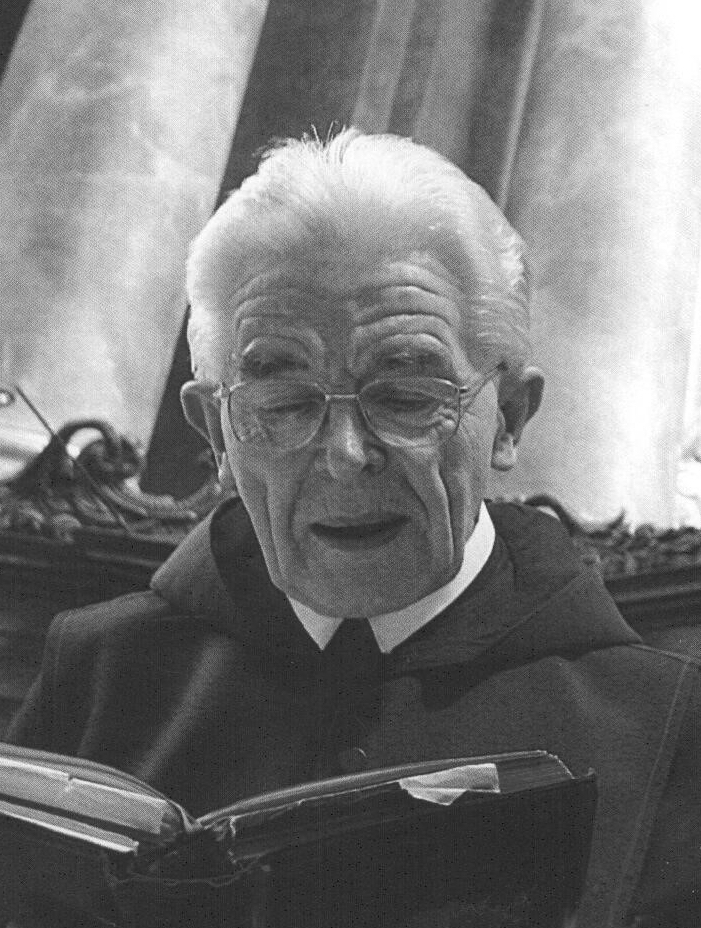
P. Benedikt Vojtěch Gleissner OSB

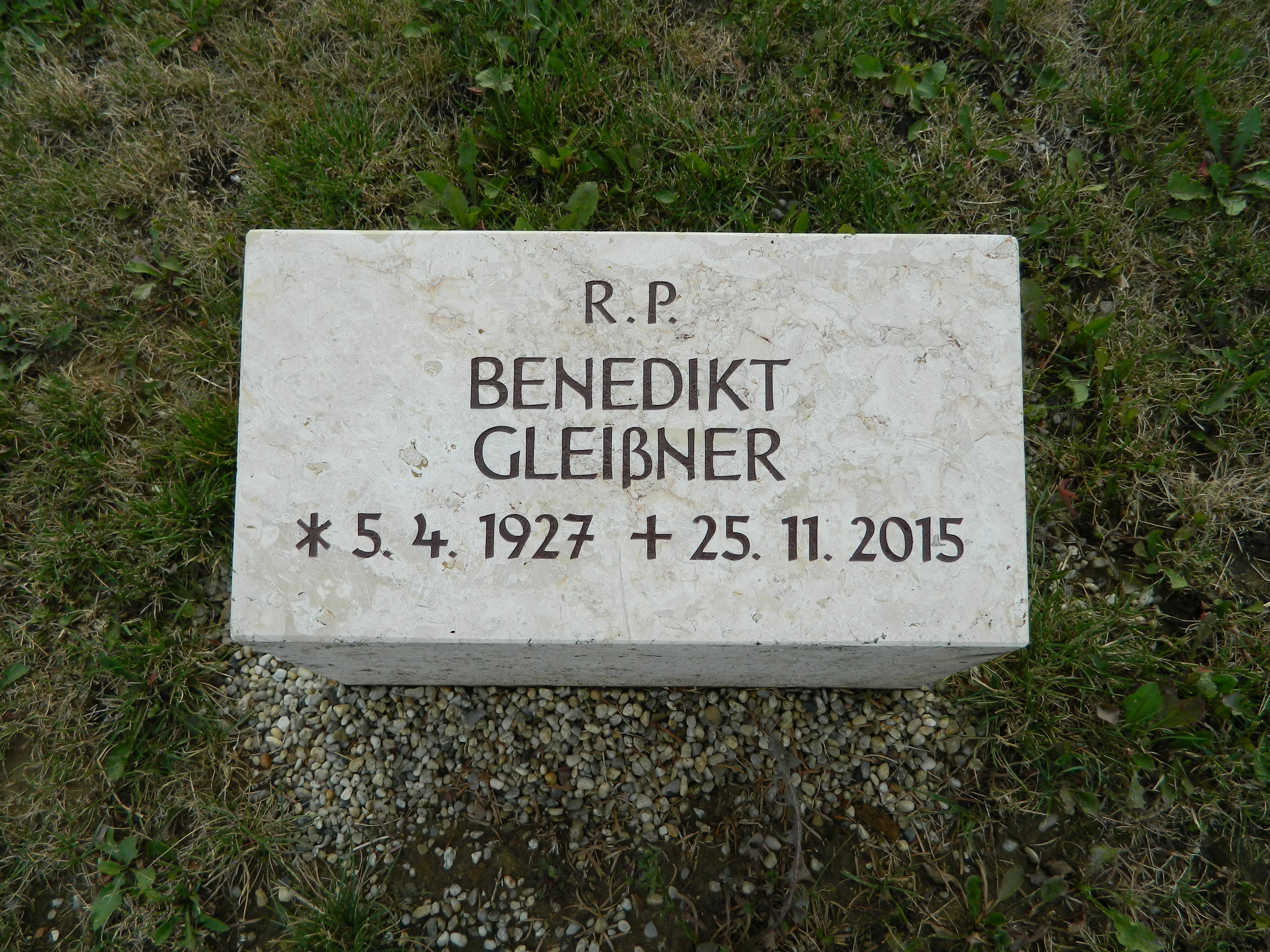
Hrob P. Benedikta Gleißnera OSB v Rohru

- Benedikt (Adalbert) Gleißner OSB (řeholník opatství Braunau v Rohru), n. 5. 4. 1927 Mariánské Radčice, řeholní sliby 11. 9. 1949 Rohr, vysvěcen 8. 7. 1956 Rohr, † 25. 11. 2015 Pattendorf, pohřben v Rohru

## Římskokatolické sakrální stavby a místa kultu na území farnosti
| | Fotografie | Stavba                         | Místo             | Bohoslužby                      | Zeměpisné souřadnice             | Status                  | Číslo kulturní památky                      |
| Kostely | Kostely    | Kostely                        | Kostely           | Kostely                         | Kostely                          | Kostely                 | Kostely                                     |
| --- | ---------- | ------------------------------ | ----------------- | ------------------------------- | -------------------------------- | ----------------------- | ------------------------------------------- |
| 1. |            | Kostel Panny Marie Bolestné    | Mariánské Radčice | bližší informace o bohoslužbách | 50°34′25″ s. š., 13°39′51″ v. d. | farní kostel            | 43752/5-376 (Pk•MIS•Sez•Obr•WD) (Q12030484) |
| 2. |            | Kostel sv. Michaela Archanděla | Libkovice         | nelze sloužit                   | –                                | zbořený filiální kostel | –                                           |
| Některé drobné sakrální stavby a pamětihodnosti lze dohledat zde v databázi Drobné sakrální památky Zaniklé sakrální stavby lze dohledat zde v databázi Poškozené a zničené kostely, kaple a synagogy v České republice |            |                                |                   |                                 |                                  |                         |                                             |

Ve farnosti se mohou nacházet i další drobné sakrální stavby, místa římskokatolického kultu a pamětihodnosti, které neobsahuje tato tabulka.